# Sveg
Sveg este un oraș în Suedia.

## Demografie
| \| Evoluția demografică a zonei urbane Sveg, 1970–2015 \| Evoluția demografică a zonei urbane Sveg, 1970–2015 \| Evoluția demografică a zonei urbane Sveg, 1970–2015 \| Evoluția demografică a zonei urbane Sveg, 1970–2015 \| Evoluția demografică a zonei urbane Sveg, 1970–2015 \| \| --------------------------------------------------------------------------------------- \| --------------------------------------------------- \| --------------------------------------------------- \| --------------------------------------------------- \| --------------------------------------------------- \| \| An \| \| \| Locuitori \| \| \| 1970 \| 1970 \| \| 2.298 \| 2.298 \| \| 1975 \| 1975 \| \| 2.608 \| 2.608 \| \| 1980 \| 1980 \| \| 3.212 \| 3.212 \| \| 1990 \| 1990 \| \| 3.306 \| 3.306 \| \| 1995 \| 1995 \| \| 2.812 \| 2.812 \| \| 2000 \| 2000 \| \| 2.724 \| 2.724 \| \| 2005 \| 2005 \| \| 2.633 \| 2.633 \| \| 2010 \| 2010 \| \| 2.547 \| 2.547 \| \| 2015 \| 2015 \| \| 2.543 \| 2.543 \| \| Sursa: SCB - Statistika Centralbyrån, Folkmängden per tätort. Vart femte år 1960 - 2016 \| \| \| \| \| |      |  |           |       |
| Evoluția demografică a zonei urbane Sveg, 1970–2015 |      |  |           |       |
| An |      |  | Locuitori |       |
| 1970 | 1970 |  | 2.298     | 2.298 |
| 1975 | 1975 |  | 2.608     | 2.608 |
| 1980 | 1980 |  | 3.212     | 3.212 |
| 1990 | 1990 |  | 3.306     | 3.306 |
| 1995 | 1995 |  | 2.812     | 2.812 |
| 2000 | 2000 |  | 2.724     | 2.724 |
| 2005 | 2005 |  | 2.633     | 2.633 |
| 2010 | 2010 |  | 2.547     | 2.547 |
| 2015 | 2015 |  | 2.543     | 2.543 |
| Sursa: SCB - Statistika Centralbyrån, Folkmängden per tätort. Vart femte år 1960 - 2016 |      |  |           |       |